# Carmélites de la charité
Les Carmélites de la charité (en latin : Congregatio Sororum Carmelitarum Caritatis de Vedruna) forment une congrégation religieuse féminine enseignante et hospitalière de droit pontifical.

## Historique

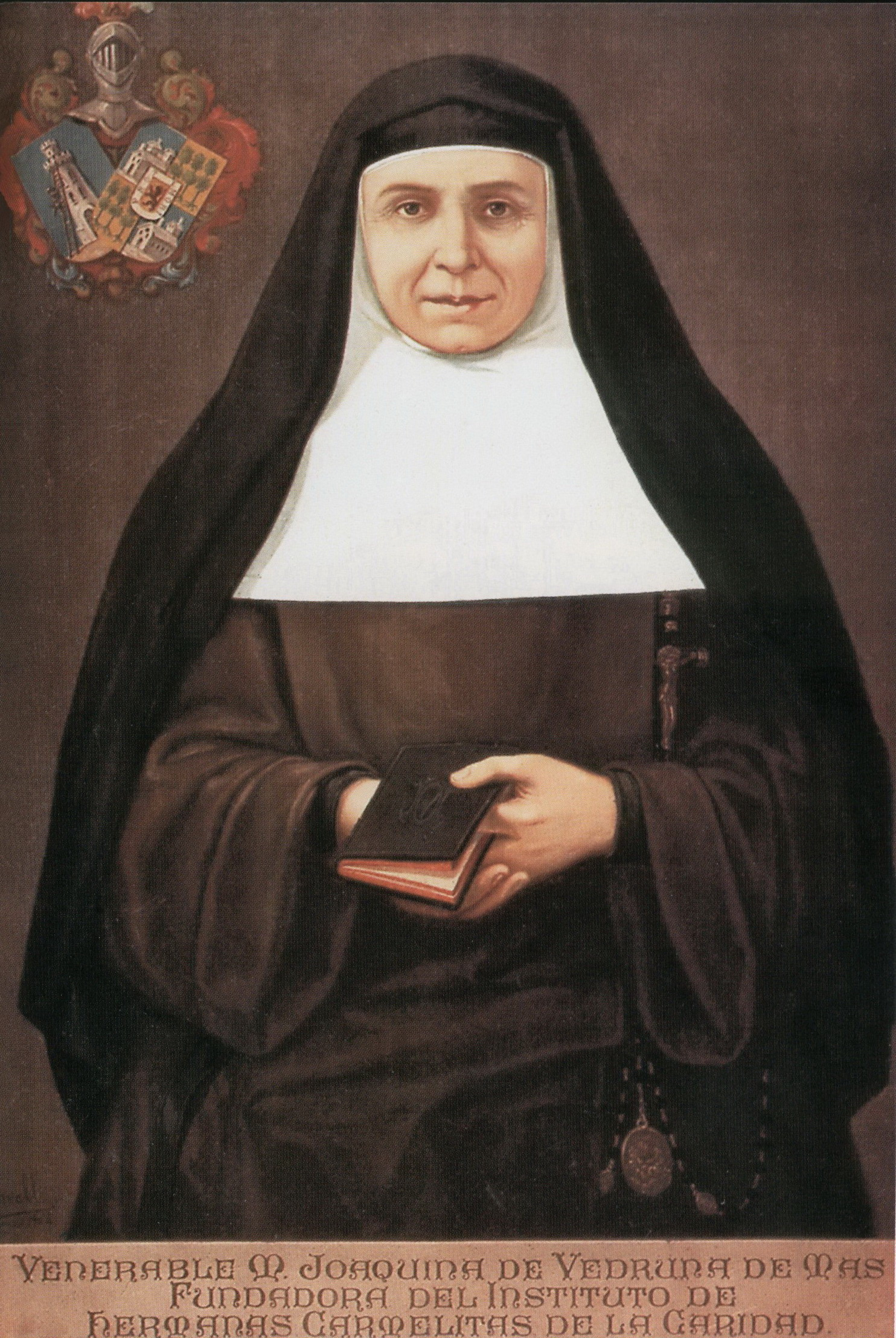
Joaquina Vedruna, fondatrice de la congrégation, peinte en 1903 par Francesc Morell i Cornet.

La congrégation est fondée par Joaquina Vedruna (1783 - 1854). Lors d'une rencontre avec Stéphane de Olot, capucin, elle prend la décision de commencer une congrégation religieuse consacrée à l'éducation et aux soins des malades, le projet a le soutien de l'évêque de Vich, Mgr Pau Corcuera. Au début, elle pense affilier le nouvel institut à la famille franciscaine mais l'évêque préfère le mettre sous le patronage du Carmel sous le nom de sœurs tertiaires de Notre-Dame du Carmel. Le nom de Carmélites de la charité qui est le nom actuel commence à être utilisé à partir de 1866.
Le 6 janvier 1826, fête de l'Épiphanie, dans la chapelle du palais épiscopal de Vic et en présence de l'évêque, Joaquina de Vedruna prononce ses vœux religieux et prend le nom de Joaquina du Père saint François, le 2 février, fête de la purification de la Vierge Marie, elle rassemble des jeunes filles afin de les préparer à la vie communautaire. La fondation a officiellement lieu le 26 février 1826 où Joaquina et ses neuf compagnes suivent une messe à l'église des capucins suivi d'une prière et du chemin de Croix. Elles ouvrent une école gratuite pour les filles et assurent des gardes de nuit pour les malades à domicile.
À la mort de la fondatrice en 1854 à Barcelone, la congrégation compte environ 150 religieuses ; sous le gouvernement de Paola Delpuig, deuxième supérieure générale, les sœurs passent à plus de 1000. La congrégation est approuvée par le Saint-Siège le 5 août 1857 et à nouveau le 14 septembre 1860 par le pape Pie IX qui agrège l'institut à l'ordre du Carmel, ses constitutions religieuses reçoivent l'approbation finale le 20 juillet 1880.
La cinquième supérieure générale, Apolonia du Saint-Sacrement et vingt-quatre sœurs sont parmi les victimes de la persécution religieuse pendant la guerre civile espagnole.

## Activités et diffusion
Les sœurs se dédient principalement à l'éducation de la jeunesse, mais aussi aux soins hospitaliers, dans les pays suivants :
- Europe : Espagne, Albanie, Italie ;
- Amérique : Argentine, Bolivie, Brésil, Chili, Colombie, États-Unis, Paraguay, Pérou, Uruguay, Venezuela ;
- Afrique : République démocratique du Congo, Érythrée, Gabon, Guinée équatoriale, Togo ;
- Asie : Inde, Japon, Philippines, Taïwan.

La maison généralice est via Carlo Zucchi à Rome.
En 2017, la congrégation comptait 1 708 religieuses dans 242 maisons.